# Stephen Strasburg
Stephen James Strasburg (ur. 20 lipca 1988) – amerykański baseballista występujący na pozycji miotacza.

## Przebieg kariery
Strasburg studiował na San Diego State University, gdzie w latach 2007–2009 grał w drużynie uniwersyteckiej San Diego State Aztecs. W 2008 wystąpił na igrzyskach olimpijskich, gdzie wraz z drużyną narodową zdobył brązowy medal.
W 2009 został wybrany w pierwszej rundzie draftu z numerem pierwszym przez Washington Nationals i początkowo występował w klubach farmerskich tego zespołu, między innymi w Syracuse Chiefs, reprezentującym poziom Triple-A. W Major League Baseball zadebiutował 8 czerwca 2010 roku w meczu przeciwko Pittsburgh Pirates, w którym zaliczył swoje pierwsze w karierze zwycięstwo. W sierpniu 2010 zerwał więzadło poboczne łokciowe i zmuszony był przejść maksymalnie 1,5-roczną rehabilitację. W sezonie 2011 w celu odzyskania formy ponownie występował w klubach farmerskich Nationals, a w Major League zagrał w zaledwie pięciu meczach.
W 2012 po raz pierwszy w karierze wystąpił w Meczu Gwiazd, a także przy średniej uderzeń 0,277, siedmiu zaliczonych RBI i czterech zdobytych doubles został nagrodzony Silver Slugger Award spośród miotaczy. Po awansie Washington Nationals do postseason został odsunięty od składu przez menadżera Davey Johnsona z powodu rozegrania zbyt dużej liczby inningów w sezonie zasadniczym, co mogło wpłynąć na odnowienie kontuzji, którą odniósł dwa lata wcześniej. 11 czerwca 2013 w meczu przeciwko Philadelphia Phillies rozegrał pierwszy w karierze complete game shutout. W sezonie 2014 zaliczył najwięcej strikeoutów w National League (242).
W maju 2016 podpisał nowy, siedmioletni kontrakt wart 175 milionów dolarów. 8 lipca 2016 po zwycięstwie Nationals nad New York Mets, Strasburg został pierwszym starterem w National League od 1912 roku i siódmym od 1913 w całej Major League Baseball, który osiągnął bilans W-L 12–0. 15 lipca 2016 notując kolejne zwycięstwo w meczu z Pittsburgh Pirates, został trzecim miotaczem w historii National League i pierwszym od 1912, który uzyskał bilans 13–0. 27 maja 2017 w meczu przeciwko San Diego Padres ustanowił rekord kariery, zaliczając 15 strikeoutów.
W 2019 wystąpił w dwóch meczach World Series, w których Nationals zdobyli pierwszy w historii tytuł mistrzowski. Został pierwszym w historii baseballistą, wybranym z numerem jeden w drafcie, którego ogłoszono najbardziej wartościowym zawodnikiem serii finałowej. W całym postseason zanotował bilans W-L 5–0 przy wskaźniku ERA 1,98 i otrzymał nagrodę Babe Ruth Award, dla najlepszego zawodnika całego play-off.

## Nagrody i wyróżnienia
| Nagroda/wyróżnienie      | Lata             | Źródło |
| 3× All-Star              | 2012, 2016, 2017 | [ 4 ]  |
| Silver Slugger Award     | 2012             | [ 8 ]  |
| Zwycięzca w World Series | 2019             | [ 15 ] |
| World Series MVP         | 2019             | [ 15 ] |
| Babe Ruth Award          | 2019             | [ 16 ] |